# Michael Laitman

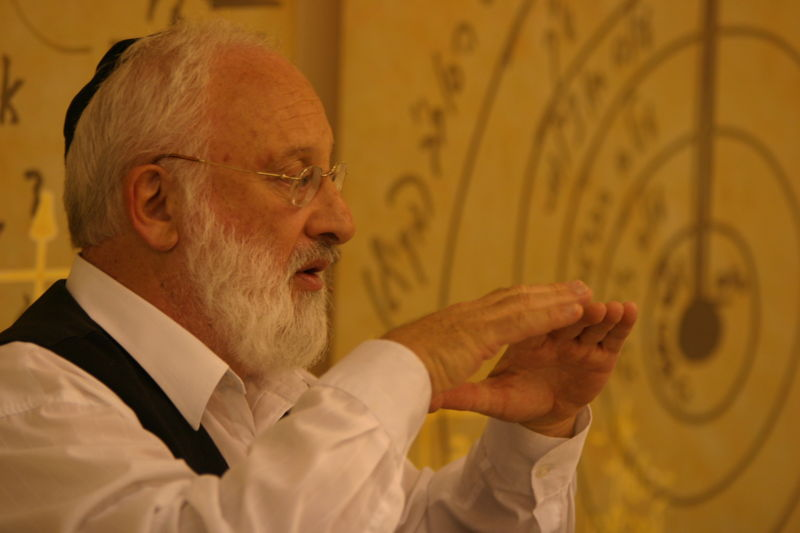
Michael Laitman, 2007

Michael Semjonowitsch Laitman (* 31. August 1946 in Witebsk, Belarussische SSR) ist Ontologe und Erkenntnistheoretiker, Philosoph und Kabbalist sowie ein biomedizinischer Kybernetiker. Bekannt wurde er als  Kabbala-Student und persönlicher Assistent von Baruch Ashlag.
Laitman ist Gründer und Vorsitzender des Ashlag Research Institute (ARI) und der Bnei Baruch-Kabbala-Akademie in Europa. Dies wird zeitgleich in acht Sprachen simultan übersetzt. Bis heute hat Laitman über 40 Bücher in 18 Sprachen veröffentlicht.

## Leben

### Studium und Berufsstart in der Sowjetunion
Von 1964 bis 1971 studierte Laitman an der St. Petersburger Elektrotechnischen Universität (ETU) «LETI» an der Fakultät für Biomedizinische Kybernetik (früher Polytechnisches Institut Leningrad) und schloss den Studiengang am 8. Januar 1971 mit dem Master of Science (MSc) in medizinischer Biokybernetik ab. Während seines Studiums forschte er am Institut für Hämatologie, wo er sich im Rahmen seiner wissenschaftlichen Tätigkeit auf die „elektromagnetische Regulation der Blutversorgung von Herz und Gehirn“ spezialisierte.
Nach Abschluss seines Master of Science 1971 arbeitete Laitman in mehreren sowjetischen Forschungseinrichtungen, in Kronstadt und Sewastopol, und zog ein Jahr später nach Vilnius, Litauische Sozialistische Sowjetrepublik. Er bewarb sich zahllose Male um die Erlaubnis, nach Israel auszuwandern. Die sowjetische Regierung lehnte sein Gesuch immer wieder ab. 1974 wurde sein Antrag auf Auswanderung schließlich genehmigt, und er emigrierte noch im selben Jahr nach Israel.

### In Israel
Auf der Suche nach dem Ursprung der Regulation biologischen Lebens studierte Laitman ab 1975 mit Rabbinern des Kabbalah Centre in und außerhalb Jerusalems sowie ab 1979 mit Rabbi Baruch Ashlag die jüdische Tradition und deren Werke zum geistigen Inhalt der Tora. Dabei lernte er neben der exoterischen Tradition des Judentums, welche im Talmud Normen, Bräuche und Zeremonien des jüdischen Lebens lehrt, auch die esoterische Tradition des Judentums kennen, die Kabbala.

### Beruf und Berufung als Nachfolger der kabbalistischen Lehrmethode Ashlags
In Israel arbeitete er zunächst an der eigenen Zahnklinik und gründete 1981 ein Unternehmen, das auf einer selbst entwickelten medizinischen Behandlungsmethode basierte. Von dem Zeitpunkt an, als er Baruch Ashlag 1979 in Jerusalem begegnete, verbrachte er die meiste Zeit bei ihm und wurde Ashlags wichtigster Kabbala-Student und persönlicher Assistent. 1981 begann er mit seinen ersten öffentlichen Kabbala-Lektionen.
Später, im Jahre 1991, nach dem Tod seines Lehrers Baruch Ashlag, gründete er das Kabbala Bildungs- & Forschungsinstitut Bnei Baruch, welches nach dem Kabbalisten Baruch Ashlag benannt wurde. Das intensive systematische Studium, die Lektionen und Aktivitäten der Studenten werden gemäß den Methoden Yehuda Ashlags geführt – auf dieselbe Weise, wie er es von seinem Lehrer übernahm. Das Ziel der Studien liegt darin, „das spirituelle Niveau der Menschheit zu erhöhen“.
2004 wurde Laitman in Philosophie und Kabbala am Moskauer Philosophischen Institut der Russischen Akademie der Wissenschaften promoviert. Wegen seiner Lehrerfahrung wurde ihm im September 2004 ein Professorentitel in Ontologie und Erkenntnistheorie durch ein wissenschaftliche Kommission der Russischen Föderation verliehen.
Beim Dropping Knowledge am 9. September 2006 auf dem Berliner Bebelplatz war Laitman unter den 112 prominenten Teilnehmern am größten Runden Tisch der Welt.
Das von Laitman während der letzten zehn Jahre gegründete Ashlag Research Institute (ARI) will den Dialog über die weltweite Krise ermöglichen als eine Chance, eine positive Veränderung des globalen Denkens über die Erziehung zukünftiger Generationen zu ermöglichen, um die massiven Veränderungen in Klima, Wirtschaft und geopolitischen Beziehungen zu bewältigen.

## Werke (Auswahl)
- Quantum Kabbala. Neue Physik und kabbalistische Spiritualität. Allegria (Ullstein) Verlag, 2007, ISBN 978-3-7934-2105-4.
- Leben aus der Kabbala Das Handbuch für den spirituellen Weg. Allegria (Ullstein) Verlag, 2007, ISBN 978-3-548-74373-8.
- Das Licht der Kabbala Die Einführung in das Wesen der Kabbala. Allegria (Ullstein) Verlag, 2007, ISBN 978-3-548-74374-5.
- Kabbala. Ein erster Einblick in die verborgene Weisheit. Roman Kovar Verlag, 2002, ISBN 3-925845-92-5.
- Lehrbuch der Kabbala. J. Kamphausen / Edition Laitman Kabbala, 2. Aufl. 2012, ISBN 978-3-89901-418-1.
- Die verborgene Weisheit der Kabbala. J. Kamphausen / Edition Laitman Kabbala, 2010, ISBN 978-3-89901-433-4.